# جوريس-كارل هويسمانز
تشارلز ماري جورج هويسمانز، (5 فبراير 1848 - 12 مايو 1907) روائي وناقد فني فرنسي نشر أعماله باسم جوريس-كارل هويسمانز. عمل نحو 30 عامًا في الخدمة المدنية الفرنسية. تعتبر أعمال هويسمانز رائعة بسبب استخدامه المميز للغة الفرنسية، والمفردات والأوصاف والسخرية الذكية، وسعة الاطلاع واسعة النطاق. عبّر عمله عن تشاؤمه العميق، الذي قاده إلى فلسفة آرثر شوبنهاور. في السنوات اللاحقة، عكست رواياته دراسته للكاثوليكية، وتحوله الديني.

## النشأة
وُلد هويسمانز في باريس عام 1848. والده جودفريد، كان مصممًا هولنديًا للمطبوعات الحجرية أما والدته مالفينا بادين عملت معلمة في المدرسة. توفي والد تشارلز عندما كان عمره ثماني سنوات. ثم تزوجت والدته بعد فترة قصيرة.
خلال الطفولة، ابتعد تشارلز عن الكنيسة الرومانية الكاثوليكية. لم يكن سعيدًا في المدرسة لكنه أكمل دراسته وحصل على البكالوريا.

## مهنة الخدمة المدنية
لمدة 32 عامًا، عمل تشارلز موظفًا حكوميًا في وزارة الداخلية الفرنسية، وهي وظيفة وجدها مملة. في تلك الفترة استُدعي الشباب للقتال في الحرب الفرنسية البروسية، لكن أصابهم بالزحار. استخدم هذه التجربة في قصة كتبها في بداياته، (حقيبة الظهر) (وضعت لاحقًا ضمن مجموعته القصصية).
بعد تقاعده من الوزارة في عام 1898، بفضل النجاح التجاري لروايته (الكاتدرائية)، خطط لمغادرة باريس والانتقال إلى ليغيه. كان ينوي إنشاء مجتمع من الفنانين الكاثوليك، مع تشارلز ماري دولاك (1862-1898). لكن دولاك توفي قبل بضعة أشهر من إنهاء الترتيبات للانتقال إلى ليغيه، وقرر البقاء في باريس.
بالإضافة إلى رواياته، اشتهر تشارلز بعمله في النقد الفني. كان عضوا مؤسسًا لأكاديميةِ غونكور ومن أوائل المدافعين عن الانطباعية، وقد أعجب بفنانين مثل غوستاف مورو وأديلون ريدون.
في عام 1905، أُصيب بسرطان الفم. توفي عام 1907 ودُفن في قصر مونبارناس في باريس.

## الحياة الشخصية
لم يتزوج أبدًا أو لم يكن لديه أطفال. كان على علاقة طويلة الأمد مع آنا مونييه، التي كانت تعمل في الخياطة.

## الأسلوب والتأثير
قال: يستغرق الأمر مني عامين للتجهيز من أجل رواية — سنتان من العمل الشاق. هذه هي مشكلة الرواية — إنها تتطلب الكثير من العناية. لم أضع أبدًا، خطة لكتاب، أعرف كيف سوف يبدأ وكيف سوف ينتهي — لكن عندما أبدأ بالكتابة أخيرًا، فإن الأمر يسير بسرعة إلى حد ما.

## مهنة الكتابة
استخدم اسم جوريس-كارل هويسمانز عندما نشر كتاباته، كطريقة لتكريم أسلاف والده. كان أول إصدار رئيسي له عبارة عن مجموعة من قصائد النثر عام 1874، عندما كان متأثرًا بشدة ببودلير. لقد جذبت القليل من الاهتمام لكنها كشفت عن ومضات من الأسلوب المميز للمؤلف.
رواياته، هناك (1891)، على الطريق (1895)، الكاتدرائية (1898)، عبارة عن ثلاثية حول شخصية تذهب في رحلة روحية وتتحول في النهاية إلى الكاثوليكية. كانت روايته الكاتدرائية أكثر أعماله نجاحًا تجاريًا. إذ مكّنت أرباحها هويسمانز من التقاعد من وظيفته في الخدمة المدنية.